# Champ de Mars (metrostation)
Champ de Mars is een spookstation op de Parijse metrolijn 8, tussen de stations la Motte-Picquet - Grenelle en École Militaire. Het station bevindt zich in het 7de arrondissement. Het station is geopend in 1913, en is wegens tegenvallende reizigersaantallen gesloten in 1939. De perrons zijn nog steeds zichtbaar. Dit station is niet hetzelfde als het station Champ de Mars - Tour Eiffel van de RER, dat verbonden is met het station Bir Hakeim van metrolijn 6.

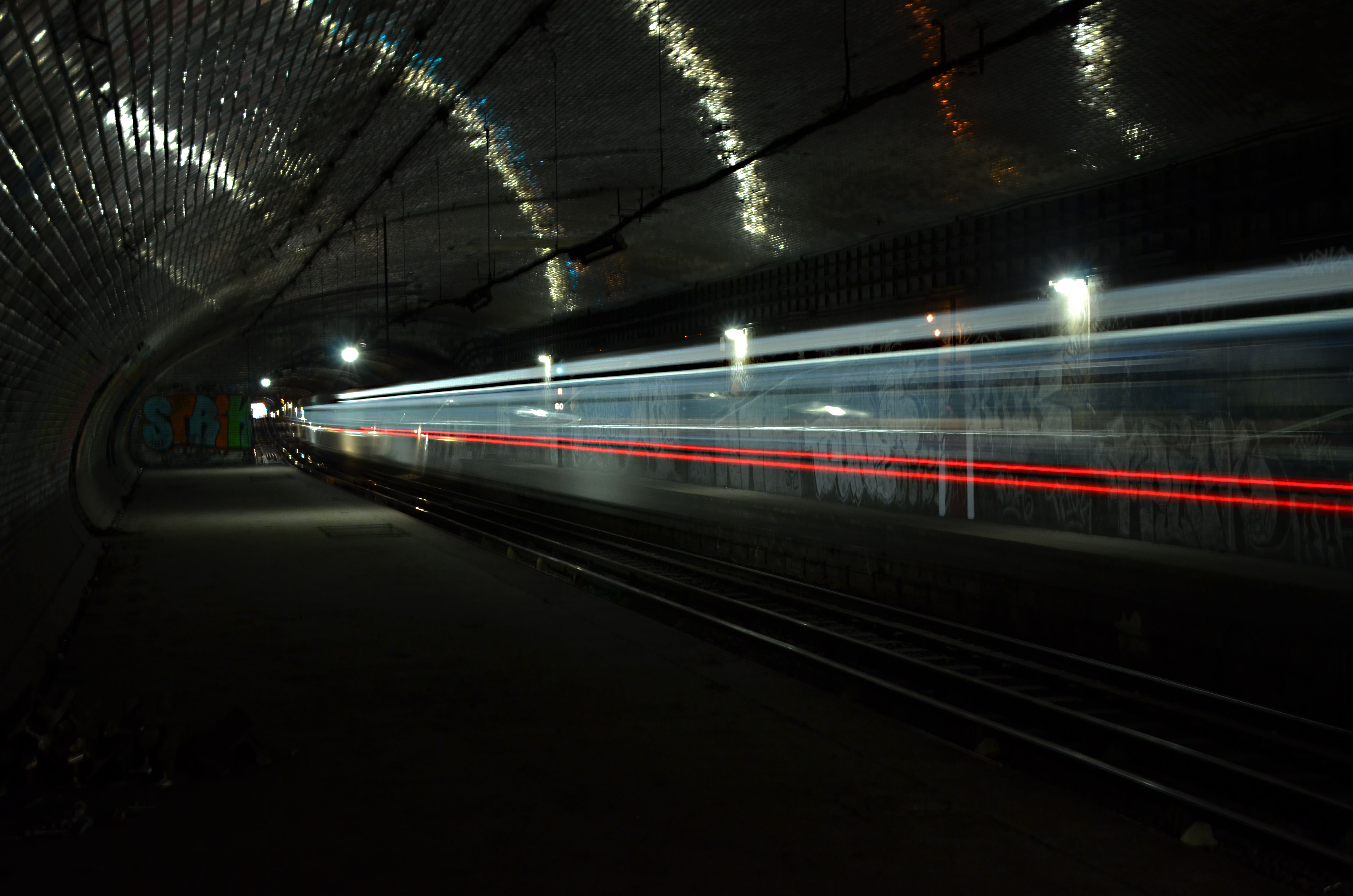
De verlaten perrons van het metrostation Champ de Mars